# Consorophylax delmastroi
Consorophylax delmastroi là một loài Trichoptera trong họ Limnephilidae. Chúng phân bố ở miền Cổ bắc.